# الحملة البريطانية في بحر البلطيق (1918-1919)
تُعتبر الحملة البريطانية في بحر البلطيق 1918-1919 جزءًا من تدخل الحلفاء في الحرب الأهلية الروسية. أطلقت البحرية الملكية الاسم الحركي «عملية ريد تريك» على حملتها. لعب التدخل دورًا رئيسيًا في تأسيس دولتي إستونيا ولاتفيا المستقلتين لكنه فشل في تحقيق أحد الأهداف الرئيسية للحملة: تأمين سيطرة القوات الروسية البيضاء على سانت بطرسبرغ.

## سياق الحملة
بدأت الحملة البريطانية في أعقاب الانهيار الروسي وثورة عام 1917، تضمنت أهداف عملية ريد تريك الحد من النمو البلشفي، وحماية مصالح بريطانيا، وتوسيع دائرة حرية البحار. سادت الفوضى داخل دول البلطيق في أعقاب الحرب العالمية الأولى. انهارت الإمبراطورية الروسية والجيش البلشفي الأحمر المؤيد للاستقلال، والقوات الموالية لألمانيا التي حاربت في جميع أنحاء المنطقة. احتل الجيش الألماني ريغا في عام 1917 مع استمرار وحدات الفرايكوربس الألمانية وقوات لاندسفير البلطيقية الألمانية في نشاطها داخل المنطقة. أنشأت إستونيا جيشًا وطنيًا مدعومًا من المتطوعين الفنلنديين ووقفت في وجه هجوم الجيش الأحمر السابع.

## القوات البحرية المشاركة

### القوات السوفيتية
مثّل الأسطول الروسي في بحر البلطيق القوة البحرية الرئيسية في صفوف البلاشفة وأحد أهم الدعائم لحماية سانت بطرسبرغ. استُنفدت قوى الأسطول إبان الحرب العالمية الأولى والثورة الروسية لكنه حافظ على مكانته كقوة كبيرة، إذ ضم بارجةً واحدةً على الأقل من فئة غانغوت، بالإضافة إلى العديد من بوارج ما قبل-دريدنوت، والطرادات، والمدمرات والغواصات. انضم العديد من الضباط إلى الجانب الروسي الأبيض في الحرب الأهلية، بينما قُتل بعضهم، والتزم بعض القادة الأكفياء بولائهم.

### القوات البريطانية
أُرسل سرب من البحرية الملكية بأمر من اللواء إدوين ألكسندر سنكلير، وتألف السرب من طرادات حديثة من الفئة سي ومدمرات من الفئتين في ودابليو. أبحر سنكلير باتجاه الموانئ الإستونية واللاتفية في ديسمبر1918، مُرسلًا القوات والإمدادات، ومُتوعدًا البلاشفة بالهجوم «لأبعد مسافة تصلها مدافعي». حلّ اللواء والتر كوان محل سنكلير في يناير 1919. يُذكر أن هذا الانتشار العسكري لم يلق استحسانًا بين بحارة البحرية الملكية ما أسهم بظهور تمردات صغيرة في يناير وأخرى في خريف عام 1919.

### الإجراءات الرئيسية
حرمت القوات البريطانية البلاشفة من القدرة على التنقل البحري، بينما قصفتهم سفن البحرية الملكية بريًا في سياق دعمها القوات الإستونية واللاتفية، التي حصلت بدورها على الإمدادات البريطانية. في ليلة 4 ديسمبر، ضرب لغم ألماني الطراد إتش إم إس كاساندرا خلال دورية له في شمال ليبايا، ما أدى إلى غرقه ومقتل 11 من طاقمه. استولت السفن الحربية البريطانية في 26 ديسمبر على المدمرات البلشفية أفترويل وسبارتاك، والتي كانت حينها تقصف ميناء تالين. قُدم الطرادان إلى الحكومة الإستونية المؤقتة، وشكّلا تحت مسمى لينوك وفامبولا نواة البحرية الإستونية. أُعدمت الحكومة الإستونية أربعين شخصًا من أسرى الحرب البلشفية في نايسار في فبراير 1919 متجاهلةً الاحتجاجات البريطانية. أُلقي القبض على مفوّض أسطول البلطيق الجديد -فيدور راسكولنيكوف- على متن سبارتاك، ودخل في عملية تبادل في 27 مايو 1919 مقابل 17 ضابطًا بريطانيًا أسرهم السوفيت، وعيّنه تروتسكي لاحقًا مفوضًا لأسيطيل بحر قزوين. حلّ نيكولاي كوزمين محل راسكولينكوف في بحر البلطيق.
اضطر رئيس وزراء لاتفيا كارليس أولمانيس إلى طلب اللجوء على متن ساراتوف تحت حماية السفن البريطانية في أبريل 1919.
حشدت البحرية الملكية الأسطول الأحمر في كرنشتات في صيف عام 1919. وقعت اشتباكات عدة بالقرب من جزيرة كوتلن، نشب إحداها في 31 مايو، خلال تحرك البلاشفة إلى الغرب، حيث وجهت البارجة بتروبافلوفسك ضربتين إلى المدمرة إتش إم إس ووكر من مسافة 14000 ياردة (12802 م)، عندما حاول أُسيطيل من المدمرات البريطانية اللحاق بالمدمرة البلشفية الأقوى أزارد. لحقت بعض الأضرار بووكر، التي استُخدمت كطُعم، وجُرح اثنان من طاقمها، بينما انسحبت المدمرات البريطانية الأخرى في نهاية المطاف عند اقترابها من المدى المجدي للمدفعية الساحلية البلشفية وحقول الألغام. سرعان ما أدرك الأميرال كوان أن تالين ليست قاعدةً مثاليةً للعمليات وسعى إلى الحصول على قاعدة أخرى بالقرب من كرنشتات. في 5 يونيو، وصل كوان ووحداته البحرية إلى المرسى الجديد في بيوركو ساوند، والتي شكلت موقعًا مثاليًا للعمليات ضد كرنشتات. على أي حال، داهمت مدمرات الأسطول الأحمر غافريل وأزارد الموقع، ما أسفر عن غرق غواصة البحرية الملكية إتش إم إس إل55 بكل من فيها في 9 يونيو، بعد أن حاصرتها السفن الحربية السوفيتية في حقل ألغام بريطاني. دفعت هذه الأحداث البريطانيين إلى وضع الحواجز وإقامة حقول الألغام لحماية المرسى. طلب كوان أن تخصص فنلندا سربًا من السفن لتوفير حماية إضافية للمرسى وأن تشارك في المهام الأمنية والدوريات في المنطقة. استجابت البحرية الفنلندية وأرسلت أسلحة وزوارق طوربيدية بالإضافة إلى كاسحات ألغام آلية إلى بيوركو.